# Yamba (langue)
Pour les articles homonymes, voir Yamba.
Le yamba (ou bebaroe, boenga ko, « kaka » (péj.), kakayamba, mbem, mbubem, muzok, swe’nga) est une langue des Grassfields du groupe Nkambe parlée dans le Nord-Ouest du Cameroun, le département du Donga-Mantung, le centre de l'arrondissement de Nwa, les plaines à l'est de Nwa, Nkongsamba, Bafia. On trouve également quelques locuteurs saisonniers au Nigeria, sur le plateau de Mambila.
En 2000, on dénombrait environ 80 000 locuteurs au Cameroun.

## Écriture
| a | c | d | dz | e | ɛ | ə | f  | g | gh | h | i | j | k | l | m |
| n | ŋ | o | p  | r | s | t | ts | u | ʉ  | v | w | y | z | ’ |   |